# ميسون غودينغ
ميسون غودينغ (مواليد 14 نوفمبر 1996) هو ممثل أمريكي عرف لدوره في مسلسل مع حبي، فيكتور.

## روابط خارجية
- ميسون غودينغ على موقع IMDb (الإنجليزية)
- ميسون غودينغ على موقع روتن توميتوز (الإنجليزية)
- ميسون غودينغ على موقع ألو سيني (الفرنسية)
- ميسون غودينغ على موقع ميوزك برينز (الإنجليزية)
- ميسون غودينغ على موقع قاعدة بيانات الفيلم (الإنجليزية)